# Кобылинские
Кобыли́нские (пол. Kobyliński) — многочисленные католические и православные шляхетские и дворянские роды Польши-Литвы и России.
Один из родов, герба Ладья, возник в киевских землях Великого Княжества Литовского в середине XVI века (современная территория Украины, Житомирская область, Овручский район, села Великий Кобылин и Малый Кобылин).
В 1573 году Сигизмунд Август выдал Кобылинским грамоту к овручскому старосте Михаилу Варковскому о том, чтобы он не причислял их к путным боярам, так как Кобылинские издревле обязаны только, в качестве земян, к военной земской службе.
В 1650 году Ян II Казимир дал дворянам Кобылинским подтвердительную грамоту на владение землею Кобылинскою и островом Круковским под условием служить земскую господарскую службу. Грамота эта выдана на основании, представленной Кобылинскими грамоты Сигизмунда Августа, обеспечивающей их дворянские права; взамен потерянных ими во время Козацкой войны, всех других документов.
Роды Кобылинских были внесены в Гербовник Адама Бонецкого, в Список дворян Волынской губернии (два рода: в шестой части (столбовое дворянство) и во второй части (дворянство по пожалованию и, иногда, по ордену).
К началу XX века существовало множество родов Кобылинских, которые пользовались 18 польскими дворянскими гербами: Ладья, Абданк и многими другими.

## Известные Кобылинские
- Кобылинский Алексей Леонтьевич (1745-25.6.1811, СПб.) — д.с.с., военный советник, генерал-аудитор Военной коллегии.
- Кобылинский, Лев Львович (1879—1947) — поэт, переводчик, теоретик символизма, христианский философ, историк литературы. Литературный псевдоним — Эллис.
- Кобылинский, Евгений Степанович (1875—1927) — полковник, начальник Царскосельского караула и особого отряда по охране царской семьи в Тобольске.[6]
- Кобылинский, Пётр Петрович (1847—1918) — тайный советник, сенатор, член Государственного Совета, общественный деятель, соратник В. М. Пуришкевича.
- Кобылинский Степан Осипович (26.12.1827) —  генерал-лейтенант, генерал от артиллерии.